# Mimi Christova
Mimi Nikolova Christova (in bulgaro Мими Николова Христова?; Vraca, 19 luglio 1993) è una lottatrice bulgara, specializzata nella lotta libera.

## Palmarès
Vantaa 2014: bronzo nei 55 kg.
Riga 2016: bronzo nei 58 kg.
Kaspijsk 2018: argento nei 59 kg.
Roma 2020: oro nei 65 kg.
- Giochi europei

Minsk 2019: argento nei 57 kg.